# جکی گیل
جکی گِـیل (انگلیسی: Jackie Gayle; ۱ مارس ۱۹۲۶ – ۲۳ نوامبر ۲۰۰۲) کمدین، بازیگر اهل ایالات متحده آمریکا بود.
از فیلم‌ها یا برنامه‌های تلویزیونی که وی در آن نقش داشته است، می‌توان به طوفان، مردان حلبی، لباس ساده و برادوی دنی رز اشاره کرد.